# Shirlie Holliman
Shirlie Holliman (Bushey, 18 aprile 1962) è una cantante britannica, nota al grande pubblico per essere stata una delle coriste degli Wham! (fino al 1986, quando gli Wham! si sciolsero) e per essere stata una delle due cantanti del duo Pepsi & Shirlie.
Nel 1984 intraprese una breve relazione con Andrew Ridgeley, uno dei due membri degli Wham!